# 安德烈·德兰
安德烈·德兰（法語：André Derain，法語發音：[ɑ̃dʁe dəʁɛ̃]；1880年6月17日—1954年9月8日）是二十世纪初期的法国画家。德兰是二十世纪初期艺术革命的先驱之一，他和亨利·马蒂斯一起创建了野兽派。

## 生平

### 早年
他于1880年出生于巴黎郊外伊夫林省沙图。1895年，他开始自学绘画，自述曾接触过莫里斯·德·弗拉芒克或亨利·马蒂斯。此外，他也偶尔会和塞尚的朋友雅科曼神父（Father Jacomin）去乡下郊游。1898 年，在卡米洛学院（Académie Camillo）学习工程学时，他参加了欧仁·卡里埃的绘画班，并在那里遇到了马蒂斯。1900年，他与莫里斯·德·弗拉明克结识，两人共用一个画室，在附近采风。1901年9月至1904年，他在科梅尔西服兵役，退役后，马蒂斯说服德兰的父母允许他放弃工程学，专心学画。随后，德兰进入朱利安學院。

### 野兽派
1905年夏，德兰和马蒂斯在地中海的科利尤尔一起创作，同年晚些时候，他们的作品在秋季沙龙展出，标志着野兽派的出现。1906年3月，画商安布罗伊斯·沃拉德令德兰前往伦敦创作了一系列以伦敦为主题的画作。这一系列画作共30幅（现存29幅），绘制了泰晤士河和塔桥等地风景。这些伦敦主题画作是他的名作，艺术评论家T·G·罗森塔尔（T. G Rosenthal）说：“自从莫奈以来，没有人让伦敦看起来如此新鲜，却又能保持英国古典风情。他对泰晤士河的描绘使用了点彩画派的技术，尽管其作品中的点过大，更接近分色主义，但这对描绘阳光下流水上碎片一般的色彩尤其有效。”
1907年，画商达尼埃尔-亨利·卡韦勒买下了德兰的整个工作室，德兰因此财务自由。他开始尝试石雕，并搬到了蒙马特，这里更靠近他的朋友巴勃罗·毕加索和其他一些艺术家。
在蒙马特，出于立体主义和塞尚的影响，德兰开始从鲜艳的野兽派转向使用更柔和的色调。他曾为纪尧姆·阿波利奈尔的第一本散文集《L'enchanteur pourrissant》（1909 年）绘制原始主义风格的木刻版画。他于1910年的慕尼黑新藝術家協會、1912年的青骑士和1913年的军械库展览会上展出了作品。

### 迈向新古典主义
德兰开始研究古代大师的作品，不再强调颜色的作用，由此开始向新古典主义转型。1919年，他为俄罗斯芭蕾舞团的领袖佳谢尔盖·达基列夫设计了芭蕾舞剧《神奇的玩具店》，获得极大成功，由此又开始创作芭蕾舞。
1920年代是他创作的高峰期，凭借1928年的《静物与死亡游戏》获卡内基奖，开始频繁在国外举办展览，如伦敦、柏林、法兰克福、杜塞尔多夫、纽约市和辛辛那提。
二战德国占领法国期间，德兰主要居住在巴黎，并受到德国人的追捧。1941年，德兰接受邀请和其他一些法国艺术家一起前往柏林，参加了纳粹官方艺术家阿诺·布雷克的作品展。纳粹对此进行了大量宣传，因此在法国解放后，他被贴上了“内奸”的标签，遭到排斥。
在他去世前一年，其眼部发生感染，也未能完全康复。他于1954年在上塞纳省加尔什被一辆车撞击而死。